# San Andrés de Canoa

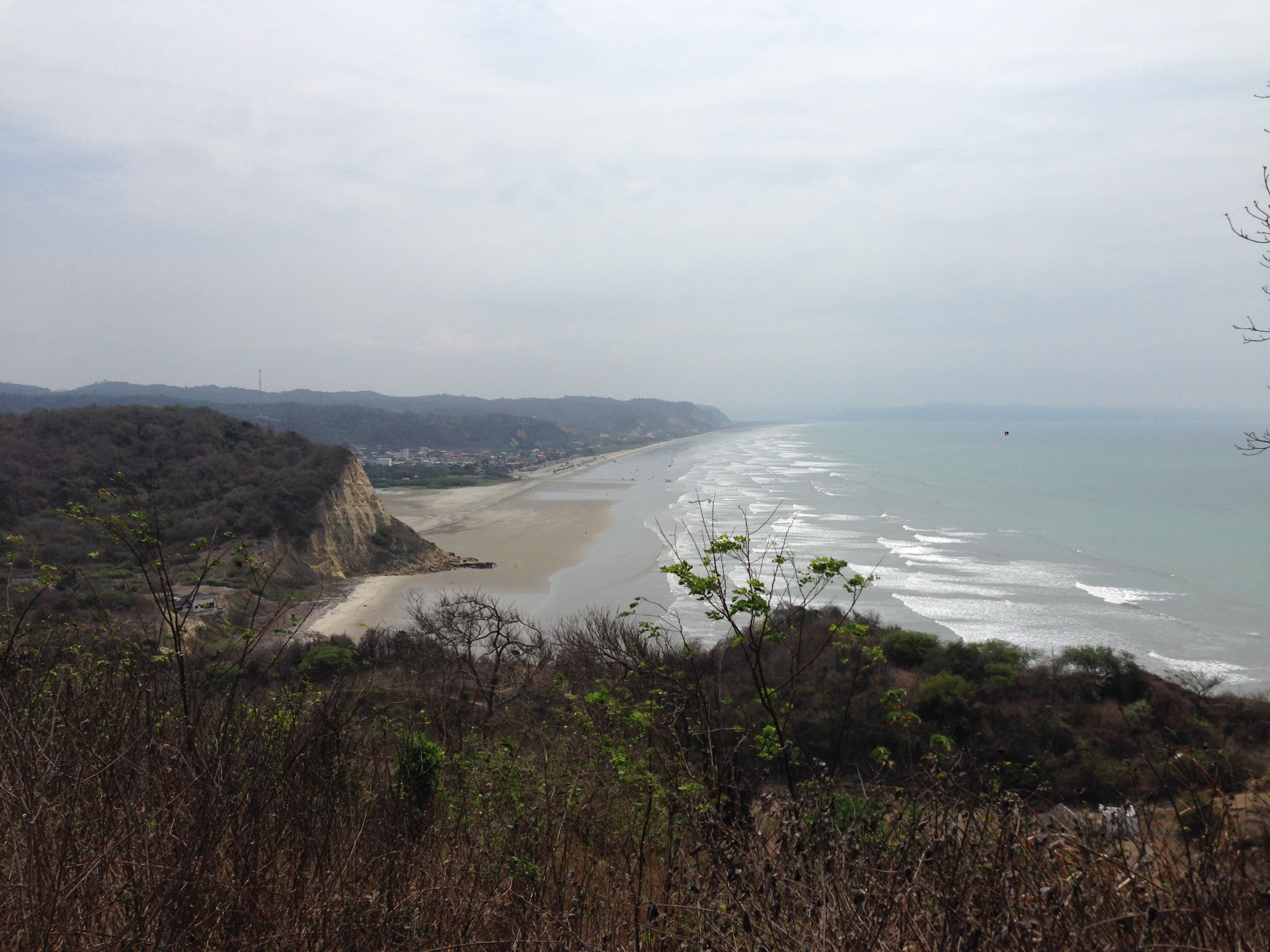

San Andrés de Canoa, oder kurz: Canoa, ist eine Ortschaft und eine Parroquia rural („ländliches Kirchspiel“) im Kanton San Vicente der ecuadorianischen Provinz Manabí. Sitz der Verwaltung ist der gleichnamige Ort. Die Parroquia besitzt eine Fläche von 386,4 km². Die Einwohnerzahl lag im Jahr 2010 bei 6887.

## Lage
Die Parroquia San Andrés de Canoa liegt an der Pazifikküste im Norden des Kantons San Vicente. Der Hauptort befindet sich am Meer 16 km nordnordwestlich vom Kantonshauptort San Vicente. Die Fernstraße E15 von Manta nach Esmeraldas führt an Canoa vorbei. Der Río Briceño begrenzt das Verwaltungsgebiet im Süden. Der Río Muchacho durchquert zentral das Gebiet. Die östliche Verwaltungsgrenze verläuft entlang dem Flusslauf des Río Mariano, ein linker Nebenfluss des Río Jama. Die Parroquia besitzt einen etwa 42 km langen Küstenabschnitt.
Die Parroquia San Andrés de Canoa grenzt im Nordosten an die Parroquia Jama (identisch mit dem Kanton Jama), im nördlichen Osten an die Parroquia San Isidro (Kanton Sucre) sowie im Südosten an die Parroquia San Vicente.

## Orte und Siedlungen
In der Parroquia gibt es insgesamt 68 Comunidades.

## Geschichte
Die Parroquia San Andrés de Canoa wurde am 1. Januar 1894 gegründet. Sie gehörte anfangs zum Kanton Sucre. Am 4. August 1998 kam es zu einem starken Erdbeben in der Region, bei welchem Canoa größtenteils zerstört wurde. Mit der Gründung des Kantons San Vicente Ende 1999 und dessen Ausgliederung wurde San Andrés de Canoa ein Teil von diesem.

## Wirtschaft
Im Norden dominieren Steilküsten, im Süden bei Canoa befinden sich mehrere Sandstrände. Das Gebiet ist ein Touristenziel.